# Капустинцы (Володарский район)
Ка́пустинцы (укр. Капустинці) — село, входит в Володарский район Киевской области Украины.
Население по переписи 2001 года составляло 469 человек. Почтовый индекс — 09340. Телефонный код — .

## Местный совет
09340, Київська обл., Володарський р-н, с.Капустинці, вул.Леніна,3  (укр.)